# Lincoln Laboratory

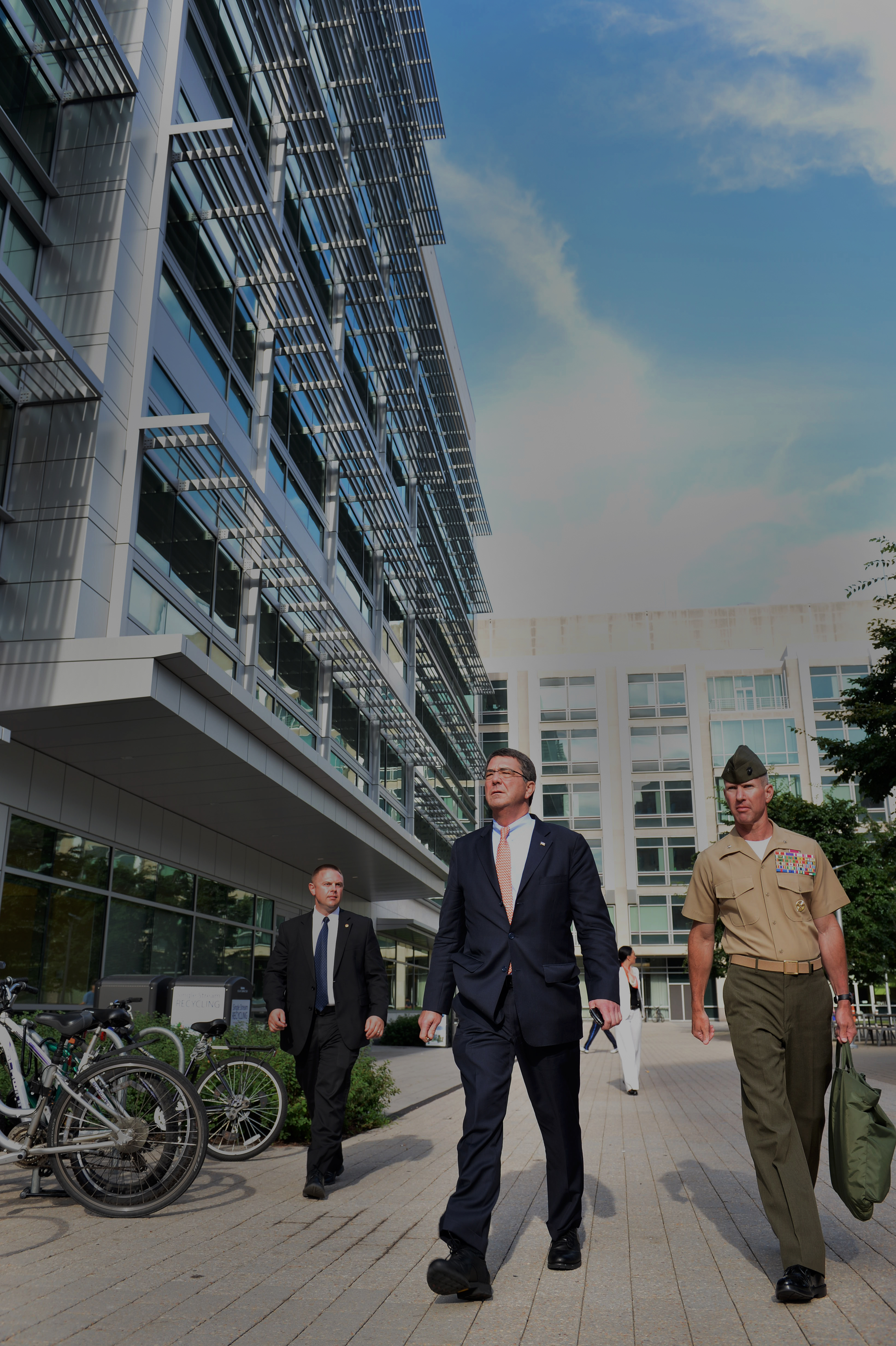
Lincoln Laboratory (2013)

Das Lincoln Laboratory ist ein Forschungsinstitut der US-Verteidigungsministeriums am MIT.
Es wurde 1951 als Nachfolger des MIT Radiation Laboratory gegründet und befindet sich in Lexington (Massachusetts).

## Externe Einrichtungen
Auf der White Sands Missile Range betreibt das Lincoln Lab die Lincoln Laboratory ETS (Experimental Test Site), ein militärisches Observatorium, das auch vom Lincoln Near Earth Asteroid Research der NASA verwendet wird.